# Maggiora
Maggiora – miejscowość i gmina we Włoszech, w regionie Piemont, w prowincji Novara.
Według danych na rok 2004 gminę zamieszkiwało 1666 osób, 166,6 os./km².